# Liste des évêques et archevêques de Valence (Espagne)
Ne doit pas être confondu avec Liste des évêques de Valence (France).
Cette page présente la liste des évêques et archevêques de Valence (actuellement en Espagne) depuis le VIe siècle.

## Évêques
- Justiniano (avant 531 - après 546)
- Celsino (ca. 587- vers 589)
- Ubiligisclo y Celsino a la vez (vers 589)
- Heiliger Eutropio (fin du VIe siècle)
- Marino (vers 610)
- Musitacio (vers 633 - avant 646?)
- Anesio ou Aniano (vers 646 vers 652)
- Felix (vers 652 et 656)
- Suinterico (vers 675)
- Hospital (vers 681)
- Sarmata (vers 682 et 688)
- Ubiticisclo (vers 693)
- Zaet al-Matran (10..-1094)
- Jerónimo de Périgord, O.S.B. (1092? ou 1098? - 1102?)
- Ferrer de Pallarés  (1240-1243) (aussi évêque de Saragosse)
- Arnau de Peralta  (1243-1248)
- Andrés de Albalat, O.P.  (1248-1276)
- Jazperto de Botonach  (1276-1288)
- Ramón Despont, O.P.  (1289-1312)
- Ramón de Gastón  (1312-1348)
- Hugo de Fenollet  (1348-1356)
- Vidal de Blanes  (1356-1369)
- Jacques d'Aragon  (Jaime de Aragón) (1369-1396)
- Hugo de Lupia y Bages  (1398-1427)
- Alphonse Borgia (Pape) (1429-1458)
- Rodrigo de Borgia (1458-1492)

## Archevêques
- César Borgia  (1492-1498) (premier archevêque)
- Juan de Borja  (1499-1500)
- Pedro-Luis Borja  (1500-1511)
- Alphonse d'Aragon (1470-1520) (1512-1520) (aussi archevêque de Saragosse)
- Érard de La Marck  (1520-1538) (aussi Prince-évêque de Liège)
- Georg von Österreich  (1538-1544)
- Thomas de Villeneuve, O.E.S.A.  (1544-1555) (canonisé le 1er novembre 1658 par Alexandre VII)
- Francisco de Navarra  (1556-1563)
- Acisclo de Moya y Contreras  (1564)
- Martín Pérez de Ayala  (1564-1566)
- Fernando de Loazes  (ou Loaces) (1567-1568) (aussi patriarche latin d'Antioche)
- Juan de Ribera  (1569-1611) (aussi patriarche latin d'Antioche, canonisé le 12 juin 1960 par Jean XXIII)
- Isidoro de Aliaga, O.P.  (1612-1648)
- Pedro de Urbina, O.F.M.  (1649-1658)
- Martín López de Ontiveros  (1659-1666)
- Ambrosio Ignacio Spínola y Guzmán (es)  (1667-1668)
- Luis Alfonso de los Cameros  (1668-1676)
- Juan Tomás de Rocaberti, O.P.  (1667-1699)
- Antonio Folch de Cardona, O.F.M.  (1700-1724)
- Andrés Orbe Larreátegui  (1725-1736)
- Andrés Mayoral Alonso de Mella  (1738-1769)
- Tomás de Azpuru  (1770-1772)
- Francisco Fabián y Fuero (1773-1794)
- Antonio Despuig y Dameto  (1795)
- Juan-Francisco Ximénez del Río  (1796-1800)
- Joaquín Company Soler, O.F.M.  (1800-1813)
- Veremundo Arias Teixeiro y Rodríguez  (1815-1824)
- Simón López y García  (1824-1831)
- Joaquín López y Sicilia  (1832-1848)
- Pablo García y Abella  (1848-1860)
- Mariano Benito Barrio Fernández  (1861-1876)
- Antolín Monescillo y Viso  (1877-1892)
- Ciriaco María Sancha y Hervás  (1892-1898)
- Sebastián Herrero y Espinosa de los Monteros  (1898-1903)
- Victoriano Guisasola y Menéndez  (1906-1914)
- Valeriano Menéndez Conde y Álvarez  (1914-1916)
- José-María Salvador y Barrera  (1917-1919)
- Enrique Reig y Casanova  (1920-1923)
- Prudencio Melo y Alcalde  (1923-1945)
- Marcelino Olaechea y Loizaga, S.D.B.  (1946-1966)
- José María García Lahiguera  (1969-1978)
- Miguel Roca Cabanellas  (1978-1992)
- Agustin Garcia-Gasco  (1992-2009)
- Carlos Osoro Sierra (2009-2014[1])
- Antonio Cañizares Llovera (28 août 2014[1]-10 octobre 2022)
- Enrique Benavent Vidal (es) (depuis le 10 octobre 2022)